# 奥莉加·卡尼斯金娜
奥莉加·尼古拉耶芙娜·卡尼斯金娜（俄语：Ольга Николаевна Каниськина；1985年1月19日—）是一名俄罗斯竞走运动员，主攻20公里竞走项目。卡尼斯金娜曾先后获得2007年世界田径锦标赛冠军及2008年夏季奥林匹克运动会冠军，此后在柏林、大邱世锦赛上获得冠军，2012年在伦敦奥运会女子20公里竞走比赛上夺得银牌。2015年，卡尼斯金娜因服用禁药，自2012年12月起被禁赛3年零2个月，其服用禁药期间所创下的成绩及奖牌亦被取消。

## 生平
卡尼斯金娜出生于莫尔多瓦共和国科奇库罗沃区，系埃尔齐亚人。1999年，卡尼斯金娜首次参加俄罗斯全国锦标赛，当时的竞走长度为3公里，她是最后一名到达终点的选手。在之后的4年中，她在继续学业的同时参加训练。在2003年俄罗斯青少年锦标赛上，卡尼斯基娜成为俄罗斯国家队替补队员，从而开始了她的职业生涯。
进入国家队后，卡尼斯金娜受教于纳查尔基娜教练，此后于2004年夏季被总教练维克托·切金发现她的竞走天赋。2005年冬季开始，卡尼斯金娜转为国家队正式队员，开始接受教练切金的指导。2006年，她取得了20公里竞走项目1小时26分02秒的个人最好成绩、此后在西班牙拉科鲁尼亚世界竞走团体锦标赛上，卡尼斯金娜位居第五。
2007年，卡尼斯金娜在大阪田径世锦赛上夺得女子20公里竞走金牌。2008年俄罗斯锦标赛上，卡尼斯金娜首次打破了女子20公里竞走世界纪录。然而依据国际田联规定，世界纪录必须有三名官方裁判出席才能准予认可。由于当时未有官方裁判在场，因此其成绩未予认可。同年在北京奥运会上，卡尼斯金娜再次夺得金牌，并打破奥运会纪录。
2009年，卡尼斯金娜在柏林田径世锦赛女子20公里竞走比赛上再次夺冠，成为世锦赛历史上连续两次赢得该项目冠军的第一位女选手。
2012年8月11日举行的伦敦奥运会女子20公里竞走决赛上，卡尼斯金娜起跑时处在领先位置，在最后一公里即被其师妹叶连娜·拉什马诺娃超越，最终获得银牌。
2013年，卡尼斯金娜未有参加本年度世界田徑錦標賽。同年11月8日，俄罗斯田径队主教练瓦伦丁·马斯拉科夫宣布，卡尼斯金娜退役。2014年，卡尼斯金娜成为萨兰斯克训练基地主任，后于2015年因禁药风波被免职。2016年2月27日短暂复出，在索契举行的俄罗斯冬季竞走锦标赛20公里比赛中获得冠军。

### 禁药风波
卡尼斯金娜是切金教练所培养的竞走训练队的队员之一，旗下十余名队员均因禁药问题而被禁赛，这也暗示着卡尼斯金娜也有服用禁药的事实。
2012年12月，国际田联向全俄罗斯田径联合会通报包括卡尼斯金娜在内的五名俄罗斯竞走运动员有不良血液学特征。2015年1月20日，俄罗斯反兴奋剂机构宣布，决定对卡尼斯金娜处以三年零两个月的禁赛处罚，禁赛期自2012年10月15日开始计算，同时对2009年7月15日至9月16日和2011年7月30日至11月8日的比赛成绩宣布无效。根据调查情况，卡尼斯金娜的电子护照所录入的生物特征识别数据中存在多个异常峰值，因此有系统性使用兴奋剂的情形。俄罗斯反兴奋剂机构认为其行为属于严重违规，因此将禁赛期限由两年延长至三年零两个月。3月25日，国际田联向瑞士洛桑仲裁法院提起上诉，质疑俄罗斯选择性取消六名涉案运动员的禁赛资格，其中包括卡尼斯金娜，在被禁赛后其奥运会银牌仍保留。
2016年3月4日，国际体育仲裁法庭裁决确认，卡尼斯金娜2009年8月15日至2012年10月15日期间的所有成绩无效，其获得的奖牌和头衔也被褫夺。2020年6月11日，国际奥委会召开执委会会议，中国选手切阳什姐递补获得伦敦奥运会女子20公里竞走银牌。2022年3月21日，国际田联田径诚信委员会通报，确认卡尼斯金娜因禁药问题被取消奖牌。其师妹拉什马诺娃也因禁药问题被禁赛两年，成绩与奖牌一并被取消，自此切阳什姐再次递补获得金牌，刘虹和吕秀芝分别递补为银牌（此前为铜牌）和铜牌。

## 国际比赛成绩
| 年     | 賽事               | 舉辦城市           | 名次   | 項目           | 記錄       |
| ------ | ------------------ | ------------------ | ------ | -------------- | ---------- |
| 2005年 | 欧洲U23冠军赛      | 德国埃尔福特       | 亚军   | 女子20公里竞走 | 1:33:33    |
| 2006年 | 世界竞走团体锦标赛 | 西班牙拉科鲁尼亚   | 第五名 | 女子20公里竞走 | 1:28:59    |
| 2006年 | 欧洲田径锦标赛     | 瑞典哥特堡         | 亚军   | 女子20公里竞走 | 1:28:35    |
| 2007年 | 欧洲竞走团体锦标赛 | 英国皇家利明頓溫泉 | 亚军   | 女子20公里竞走 | 1:28:13    |
| 2007年 | 世界田径锦标赛     | 日本大阪           | 冠军   | 女子20公里竞走 | 1:30:09    |
| 2008年 | 世界竞走团体锦标赛 | 俄羅斯切博克萨雷   | 冠军   | 女子20公里竞走 | 1:25:42 CR |
| 2008年 | 奥林匹克运动会     | 中国北京           | 冠军   | 女子20公里竞走 | 1:26:31 OR |
| 2009年 | 世界田径锦标赛     | 德国柏林           | DQ     | 女子20公里竞走 | 1:28:09    |
| 2010年 | 歐洲田徑錦標賽     | 西班牙巴塞罗那     | DQ     | 女子20公里竞走 | 1:27:44    |
| 2011年 | 世界田径锦标赛     | 大邱               | DQ     | 女子20公里竞走 | 1:29:42    |
| 2012年 | 奥林匹克运动会     | 英国伦敦           | DQ     | 女子20公里竞走 | 1:25:09    |

## 荣誉

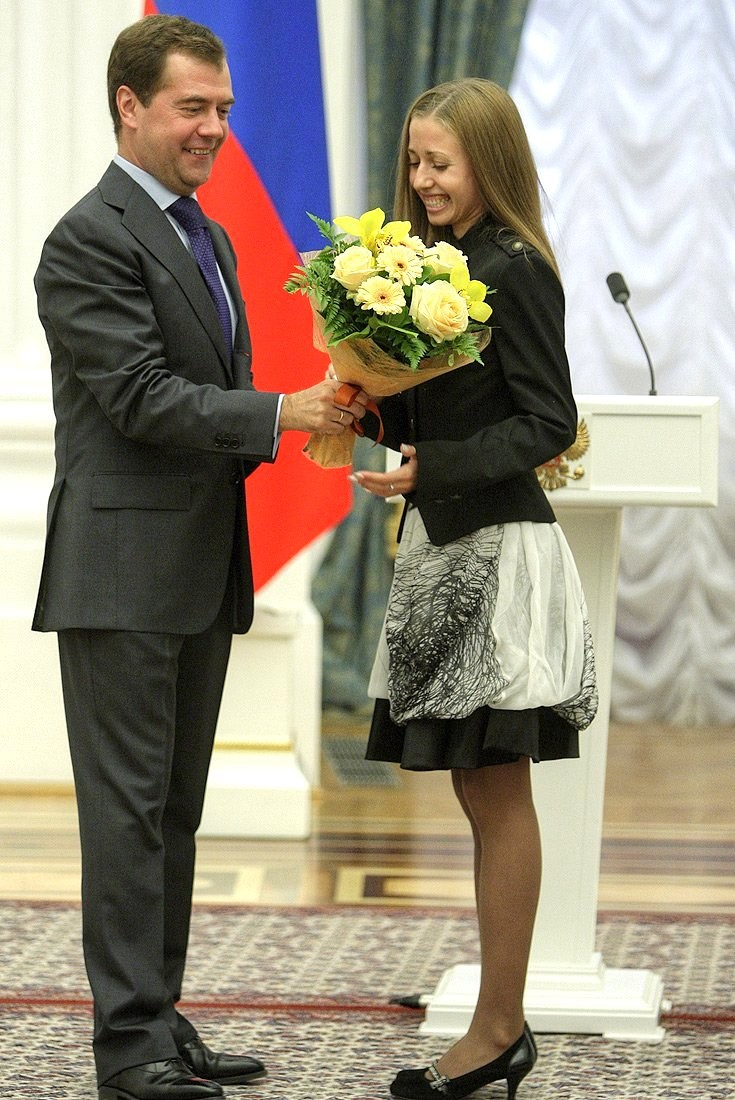
2009年，时任俄罗斯总统德米特里·梅德韦杰夫在克里姆林宫向卡尼斯金娜授勋

- 友谊勋章（2009年8月2日），表彰其对体育文化和体育事业发展的巨大贡献，以及在北京奥运会上取得的优异成绩[17]
- 一级祖国功勋奖章（2012年8月13日），表彰其对体育文化和体育运动发展的巨大贡献，以及在伦敦奥运会上取得的体育成就[18]
- 俄罗斯联邦体育、旅游和青年政策部颁发的荣誉证书（2009年8月27日）- 作为俄罗斯联邦国家队在世界田径锦标赛上取得的优异成绩[19]。
- 莫尔多瓦三级光荣勋章[20]